# Kalwa (Grunwald)
Pour les articles homonymes, voir Kalwa.
Kalwa est un village polonais de la voïvodie de Varmie-Mazurie, dans le powiat d'Ostróda.